# Otto Kandler

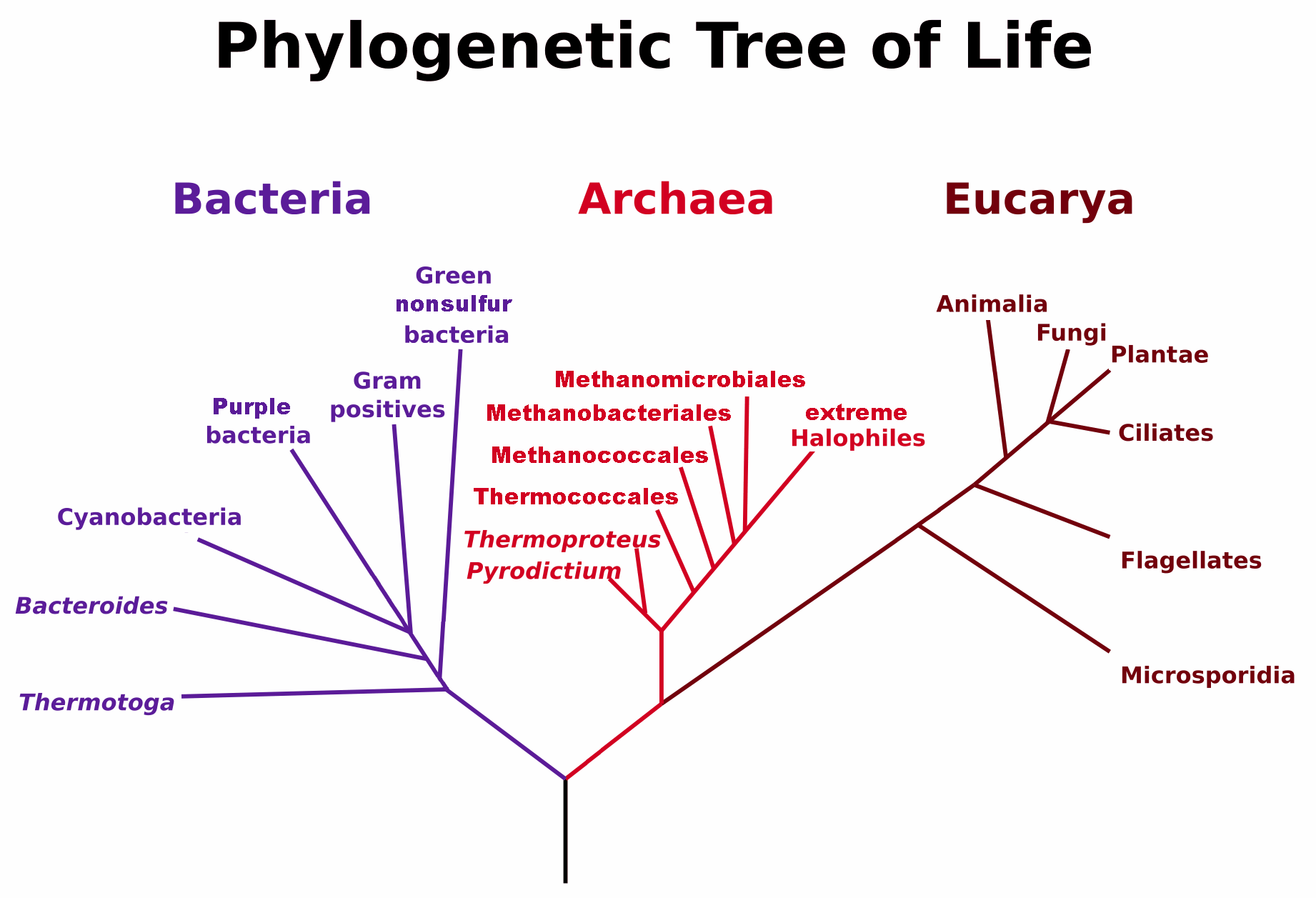
árbol filogenético según Kandler-Woese-Wheelis.

Otto Kandler ( 23 de octubre de 1920, Deggendorf - 29 de agosto de 2017, Múnich) fue un botánico alemán. En 1949 Kandler obtuvo el doctorado por la Universidad de Múnich y en 1953 la habilitación para docente universitario.
Entre 1960 y 1968 fue director del Bakteriologischen Instituts der Süddeutschen Versuchs- und Forschungsanstalt für Milchwirtschaft de la Universidad técnica de Múnich.
Desde 1968 hasta su jubilación en 1986 fue profesor de Botánica y Microbiología en la Ludwig-Maximilians-Universität München.
Junto con Carl Woese completó en 1990 la taxonomía de los organismos vivos Eucariontes y Procariontes a un arreglo trinitario, incluyendo Archaea y del siguiente modo:
| Archaea  | Euryarchaeota | Crenarchaeota |         |          |
| Bacteria | Bacteria      |               |         |          |
| Eukarya  | Protista      | Fungi         | Plantae | Animalia |

Posteriormente Kandler se dedicó a la investigación de los daños a los bosques.

## Obras
- Archaebakterien und Phylogenie. Opladen: Westdt. Verl., 1986 (Rheinisch-Westfälische Akademie der Wissenschaften: N; 343) ISBN 3-531-08343-0
- C. R. Woese, O. Kandler & M. L. Wheelis 1990. Towards a natural system of organisms: Proposal of the domains Archaea, Bacteria and Eucarya. Proc. Natl. Acad. Sci. USA 87: 4576-4579